# 玉凤镇
玉凤镇，是中华人民共和国广西壮族自治区百色市田阳区下辖的一个乡镇级行政单位。

## 行政区划
玉凤镇下辖以下地区：
玉凤村、朔柳村、统合村、懂立村、甫里村、上镇村、长高村、岭平村、六惠村、巴庙村、华彰村、能带村、坤平村、坡旺村、百民村、百甲村和那江村。